# Gaetano Casanova
Gaetano Giuseppe Casanova (* 2. April 1697 in Parma; † 18. Dezember 1733 in Venedig) war der mutmaßliche Vater von Giacomo Girolamo Casanova.

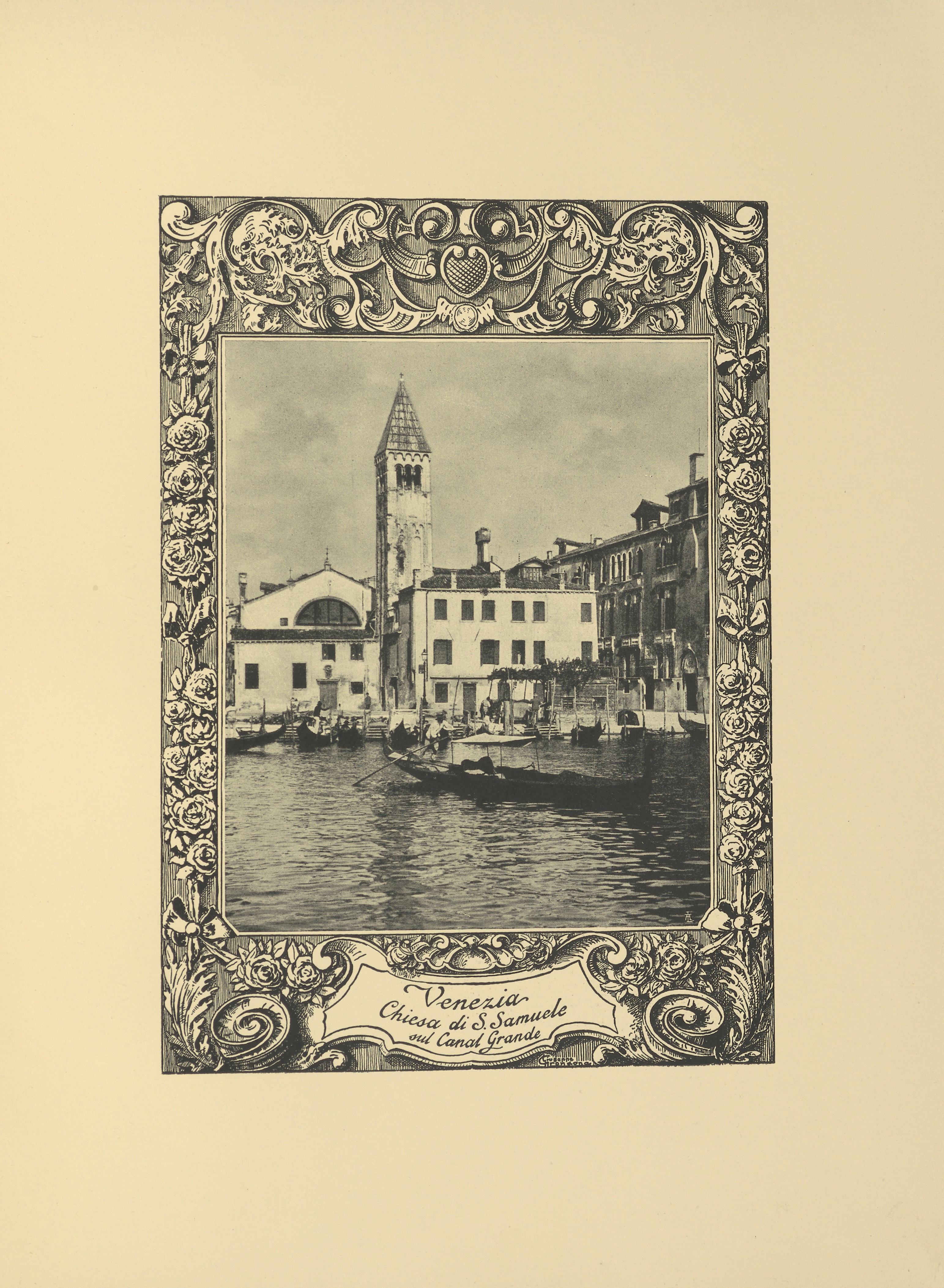
Darstellung der Kirche, in der Giacomo Casanovas Eltern heirateten, in einer Veröffentlichung über seine Flucht aus den Bleikellern beim Dogenpalast von 1911

Er arbeitete in Venedig als Tänzer und Schauspieler, hatte allerdings zunächst eine Geliebte in Mantua. In Venedig, wohin er um 1713 zog, lernte er die 1707 geborene Schuhmacherstochter Giovanna Farussi kennen, eigentlich Zusanna. Die beiden heirateten am 17. Februar 1724 in der Kirche San Samuele. Im selben Jahr starb ihr Vater Girolamo Farussi.
Das Paar hatte sechs Kinder: Giacomo Girolamo (1725–1798), Francesco (1727–1803), Giovanni Battista (1730–1795), Faustina Maddalena (1731–1736), Maria Maddalena Antonia Stella (1732–1800) und Gaetano Alvise (1734–1783).
Gaetano Casanova musste wegen eines Engagements in London seine Familie von 1726 bis 1728 in Venedig zurücklassen. Er starb binnen acht Tagen im Alter von nur 36 Jahren an einer eitrigen Mittelohrentzündung, während seine Frau im sechsten Monat mit dem späteren Gaetano Alvise schwanger war.
Nur eine einzige Erinnerung hatte Giacomo Casanova, sein ältester Sohn, an ihn. Sie betraf seinen Bruder Francesco. In seinen Memoiren, der Histoire de ma vie schreibt er, wie er sich einen Kristall seines Vaters angeeignet habe. Als dieser den Diebstahl bemerkte, drohte er dem Täter mit Prügel. Giacomo steckte den Kristall seinem unschuldigen Bruder Francesco in die Tasche. Auch wenn ihm das sofort leidtat, bezog nun der Jüngere die angedrohte Strafe. Sechs Wochen später erkrankte der Vater.
Danach kam Giacomo unter die Vormundschaft des Abbate Alvise Grimani, eines venezianischen Adligen. Darum hatte Giacomos Vater auf dem Sterbebett gebeten. 